# Euphorbia purpurea
Euphorbia purpurea är en törelväxtart som först beskrevs av Constantine Samuel Rafinesque, och fick sitt nu gällande namn av Merritt Lyndon Fernald. Euphorbia purpurea ingår i släktet törlar, och familjen törelväxter. Inga underarter finns listade i Catalogue of Life.